# Lutynia (gmina Miękinia)

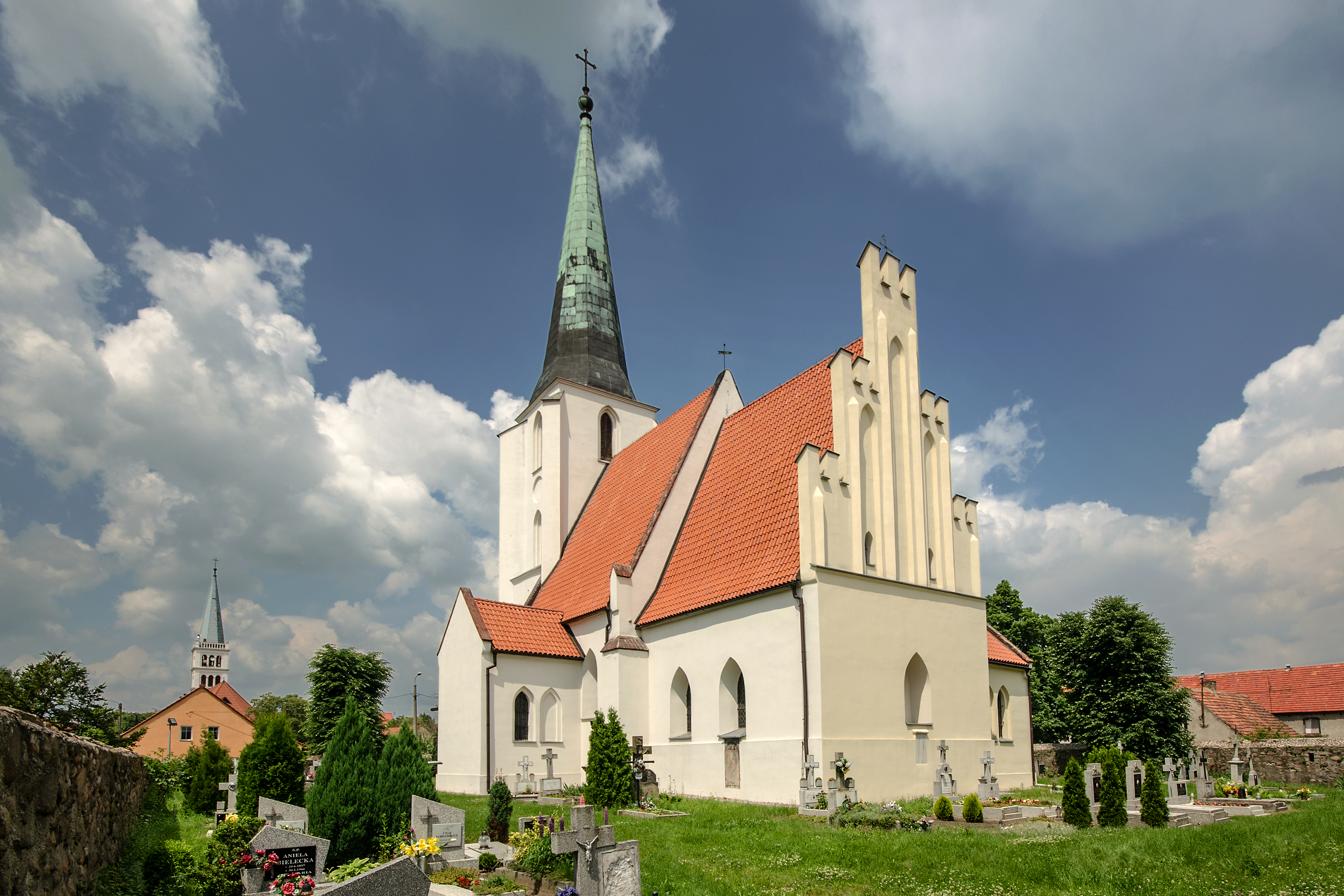
Kościół św. Józefa

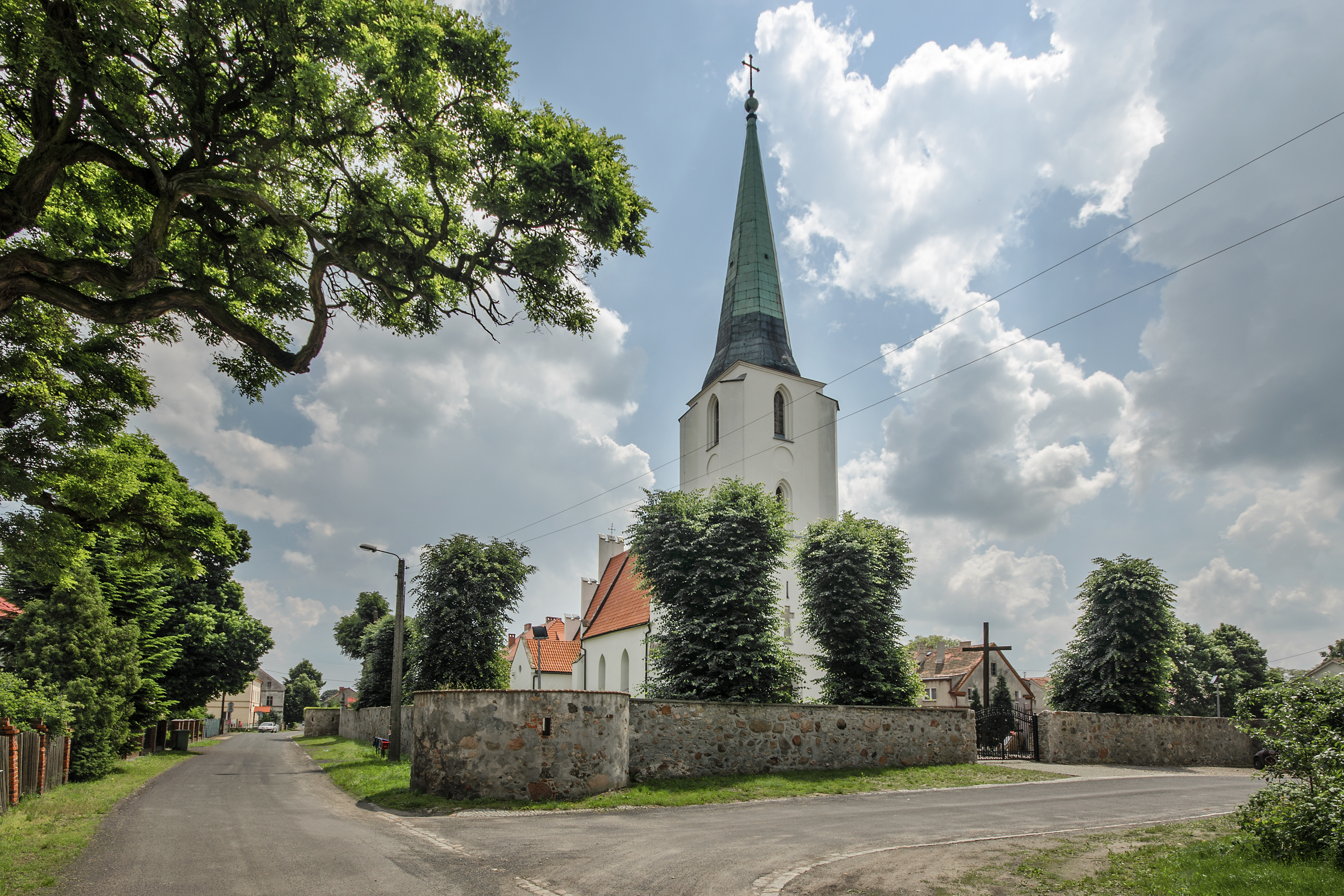
Kościół św. Józefa

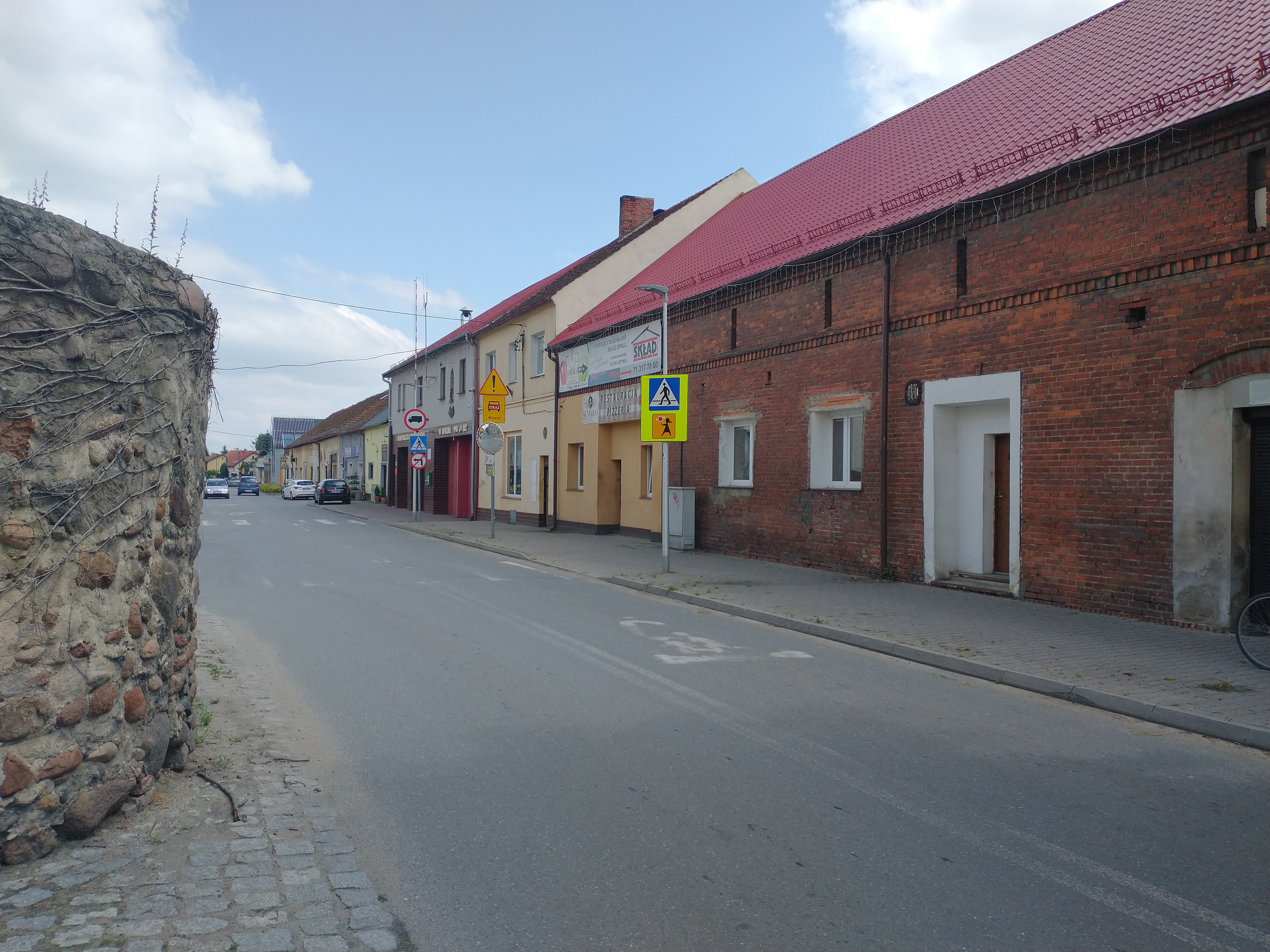
Fragment centrum

Lutynia (niem. Leuthen) – wieś w Polsce położona w województwie dolnośląskim, w powiecie średzkim, w gminie Miękinia.
W latach 1945–1954 wieś należała i była siedzibą władz gminy Lutynia, następnie do końca 1972 gromady Lutynia. W latach 1975–1998 miejscowość należała administracyjnie do województwa wrocławskiego.

## Krótki opis
W miejscowości funkcjonuje zespół szkół podstawowych, parafia, urząd pocztowy, przedsiębiorstwa, sklepy. W ostatnich latach, ze względu na bliskość Wrocławia wieś silnie się rozbudowuje oraz jej populacja stale się zwiększa.

## Historia
Tutaj 5 grudnia 1757 roku miała miejsce bitwa pod Lutynią.

## Zabytki
Do wojewódzkiego rejestru zabytków wpisane są:
- kościół parafialny św. Józefa Oblubieńca Najświętszej Maryi Panny, gotycki zbudowany w XIV w., przebudowany w 1610 r. i w XIX w. W czasie bitwy w 1757 r. w bardzo znacznym stopniu zniszczony, a następnie odbudowany. Z gotyckiego wyposażenia przetrwało kamienne sakramentarium z XV w. i figura św. Anny Samotrzeciej z początku XVI w. Pod koniec XVIII w. w zbudowano klasycystyczną ambonę
- mur obronny wokół cmentarza z bastejami i renesansową bramą wjazdową ozdobioną sgraffito, z 1610 r[6].
- zabytkowy budynek dawnego Muzeum Bitwy pod Lutynią, ul. Kościelna 45, z około 1920 r.
- wiatrak koźlak, z 1845 r.

inne zabytki:
- kościół ewangelicki, obecnie rzymskokatolicki, pomocniczy pw. Matki Boskiej Częstochowskiej, bezstylowy, z XIX w.
- pomniki bitwy pod Lutynią.

## Szlaki turystyczne
Przez Lutynię przechodzą: 
- Żółty:  Szlak dookoła Wrocławia im. doktora Bronisława Turonia[7]